# Fachklinikum Mainschleife
Das Fachklinikum Mainschleife ist ein Krankenhaus im unterfränkischen Volkach. Das Haus leistet die medizinische Grundversorgung der örtlichen Bevölkerung und ist im bayerischen Krankenhausplan enthalten. Bis 1992 war das Haus unter dem Namen Kreiskrankenhaus Volkach in öffentlicher Hand, von 1997 bis 2022 gehörte es zu den Helios Kliniken.

## Geschichte
Bereits im Jahr 1462 ist ein sogenanntes Siechhaus außerhalb der Stadt nachgewiesen. Hier wurden vor allem Leprakranke versorgt. Zusätzlich existierte im Spätmittelalter am Oberen Markt das „Seelhaus“ neben der Michaelskapelle, das aus einer Stiftung hervorgegangen war. Im Jahr 1607 richtete der Würzburger Fürstbischof Julius Echter von Mespelbrunn ein kleines „Juliusspital“ im Ort ein, ähnlich seinem Würzburger Pendant leistete es Krankenbetreuung.
Die Krankenpflege in Volkach professionalisierte sich allerdings erst im 19. Jahrhundert. Die Stadt und ihr Umland wurden ein eigener Distrikt im Landgericht Volkach, der auch für ein Distriktkrankenhaus sorgen musste. Dieses wurde am 15. Mai 1857 an der heutigen Sommeracher Straße 14 eröffnet und war mit einem Badehaus und einer Kapelle ausgestattet. Am 28. Mai 1857 übergab man die Krankenpflege in die Hände der Würzburger „Töchter des göttlichen Erlösers“.
Zunächst etablierte sich das Haus als Belegkrankenhaus. Im Jahr 1895 wurde im Osten der alten Stadt ein neues Viertel erschlossen und man begann mit dem Umzug. Zwischen 1895 und 1897 entstand ein geräumiger Neubau. Wiederum war er als Belegkrankenhaus konzipiert und umfasste 1914 bereits 27 Betten. Während des Zweiten Weltkrieges wurde das Haus erweitert, ein Satteldach angebracht und der Dachraum ausgebaut.
Nach dem Ende des Weltkrieges waren die Würzburger Krankenhäuser weitgehend zerstört. Deshalb zog die medizinische Universitätspoliklinik in die Räumlichkeiten der inzwischen zum Kreiskrankenhaus aufgestiegenen Anstalt. Nun wurde das Kreiskrankenhaus Volkach mit einigen angestellten Ärzten zu einem Anstaltskrankenhaus umgewandelt. Erste ärztliche Leiter waren die Ärzte Naumann und Lutz Reinäcker. Bereits 1949 konnte die Poliklinik nach Würzburg zurückkehren.
Der Landkreis Gerolzhofen, zu dem Volkach gehörte, plante das Haus als Anstaltskrankenhaus weiterzuführen und erweiterte die Bettenanzahl auf 68. Im Jahr 1965 wurde Friedrich Heck Chefarzt für Chirurgie. Die Innere Abteilung, die bisher neben der Chirurgie existiert hatte, wurde im Jahr 1974 endgültig aufgelöst. Fortan war das Kreiskrankenhaus das Zentrum für Chirurgie im Landkreis Gerolzhofen.

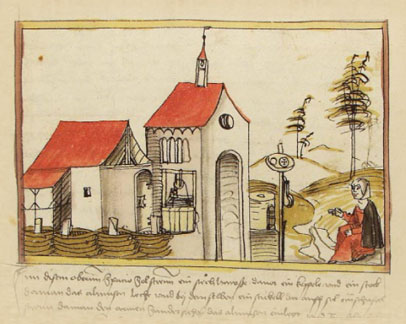
Das Siechenhaus, Darstellung im Volkacher Salbuch, folio 458r

Laufende Investitionen in die Räumlichkeiten und eine dringende Modernisierung führten zu ständigen Kosten für den Landkreis. Dennoch plante man im Jahr 1969 eine Erweiterung auf 100 Betten. Die Gebietsreform und die Auflösung des Landkreises machten allerdings diese Planungen zunichte. Zusätzlich gaben die Schwestern, die bisher die Krankenpflege geleistet hatten, im Jahr 1975 ihre Station in Volkach auf.
Nun übernahm der ehrenamtliche Förderring Kreiskrankenhaus Volkach die karitativen Aufgaben. Fortan lag Volkach im Landkreis Kitzingen. Neben den Häusern in Kitzingen und Volkach gab es in Dettelbach, Marktbreit und Iphofen Krankenhäuser. Im Jahr 1979 beschloss der Kreistag, dass nur noch Kitzingen und Volkach erhalten bleiben sollten. Man setzte erstmals durch, dass Volkach in den bayerischen Krankenhausplan zur Versorgung des nördlichen Landkreises aufgenommen wurde.
Im Jahr 1980 wurde die Röntgenabteilung erweitert, 1986 eine neue Anästhesieabteilung gebaut. Im Jahr 1990 stattete man neue Krankenzimmer aus und legte einen OP-Trakt an. Im Herbst 1991 plante der Kreistag für einen weiteren Ausbau 19,6 Millionen DM zu investieren. Ein Jahr später stand allerdings fest, dass der Landkreis die hohen Kosten für das Krankenhaus nicht mehr tragen konnte und das Kreiskrankenhaus aufgelöst werden sollte.
Eine Unterschriftenaktion rettete das Volkacher Krankenhaus. Am 1. Oktober 1993 wurde es von den privaten Asklepios Kliniken übernommen, die das Haus weiter ausbauten. Bis 1997 wurde das Krankenhaus vollständig umgebaut, wobei auch ein neuer Bettentrakt entstand und es wurde wiederum in ein Belegkrankenhaus mit 46 Betten umgewandelt. Im September 1997 kam das Haus durch Realteilung an die Helios Kliniken GmbH Berlin. 2021 kam durch einen neuerlichen Wechsel die Remedium Healthcare in den Besitz der Klinik und es erfolgte die Umbenennung in Fachklinikum Mainschleife.

## Fachbereiche
Die Klinik bietet Platz für insgesamt 32 Patienten. Als Fachgebiet etablierte man die Chirurgie. Diese allgemeine Ausrichtung spezialisiert sich in folgende Bereiche:

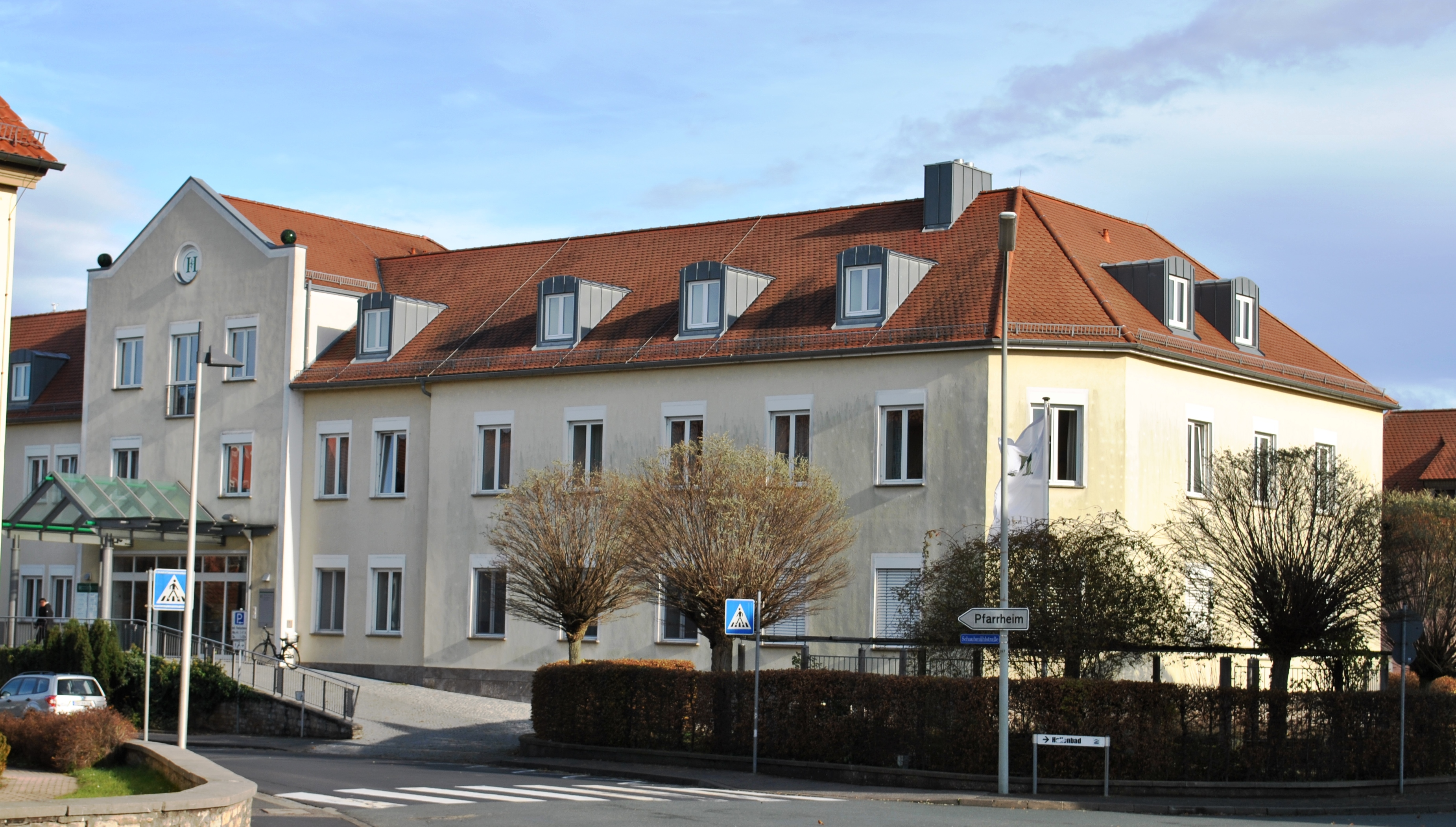
Die Klinik an der Schaubmühlstraße

| - Anästhesie - Allgemeine Chirurgie - Fuß- und Sprunggelenkchirurgie - Endoprothetik - Kinderorthopädie |  | - Sportchirurgie - Unfallchirurgie - Physikalische Therapie - Schulterchirurgie - Venenchirurgie |  |

## Facharztzentrum Volkach (MVZ)
Neben dem Krankenhaus besteht in Volkach ein Facharztzentrum als Medizinisches Versorgungszentrum (MVZ). In den Bereichen Anästhesie und Chirurgie bietet es  ambulante Krankenpflege an und wird von mehreren Fachärzten betrieben. Durch die räumliche Nähe, Krankenhaus und Zentrum teilen sich dasselbe Gebäude, ist es möglich, die Versorgung der ambulant und stationär behandelten Patienten miteinander zu verbinden.
Insgesamt hat das Fachzentrum Anästhesie vier Ärzte, in der Chirurgie sind sechs Ärzte tätig. Im Facharztzentrum werden insbesondere sportchirurgische Eingriffe vorgenommen.